# 다케하라역
다케하라역(일본어: 竹原駅)은 일본 히로시마현 다케하라시에 위치한 서일본 여객철도 구레선의 철도역이다. 섬식 승강장 1면 2선의 구조를 갖춘 지상역이다.

## 타는 곳
| 북쪽 | ■ 구레 선 | 상행 | 미하라 · 후쿠야마 방면 |
| 남쪽 | ■ 구레 선 | 하행 | 구레 · 히로시마 방면   |

## 이용 현황
| 연도     | 1일 평균 | 연도     | 1일 평균 |
| 1999년도 | 1,820    | 2007년도 | 1,253    |
| 2000년도 | 1,750    | 2008년도 | 1,187    |
| 2001년도 | 1,651    | 2009년도 | 1,129    |
| 2002년도 | 1,568    | 2010년도 | 1,121    |
| 2003년도 | 1,492    | 2011년도 | 1,079    |
| 2004년도 | 1,409    | 2012년도 | 1,037    |
| 2005년도 | 1,370    | 2013년도 | 1,025    |
| 2006년도 | 1,308    |          |          |
| -------- | -------- | -------- | -------- |

## 역 주변
- 다케하라 시청
- 국도 제185호선 · 국도 제432호선
- 다케하라 항
- 다케하라 시티 호텔

## 인접 역
| 서일본 여객철도 구레선 | 서일본 여객철도 구레선 | 서일본 여객철도 구레선            |
| ---------------------- | ---------------------- | --------------------------------- |
| 오노리 미하라 방면     | ■ 게이비 선            | 요시나 가이타이치 · 히로시마 방면 |